# Округ Мекленбург (Вирџинија)
Мекленбург (енгл. Mecklenburg County) је округ у америчкој савезној држави Вирџинија.

## Демографија
По попису из 2010. године број становника је 32.727, што је 347 (1,1%) становника више него 2000. године.
| Група             | 2000.          | 2010.          |
| Белци             | 19.017 (58,7%) | 19.215 (58,7%) |
| Афроамериканци    | 12.654 (39,1%) | 12.050 (36,8%) |
| Азијати           | 98 (0,3%)      | 218 (0,7%)     |
| Хиспаноамериканци | 393 (1,2%)     | 806 (2,5%)     |
| Укупно            | 32.380         | 32.727         |